# Fuckland
Fuckland ( Dogma #8 - Fuckland) es una película argentina escrita y dirigida por José Luis Marqués bajo los dictados del Dogma 95, a pesar de algunas críticas que se han levantado contra esta certificación, ya que la película no cumple algunos de los postulados del movimiento. Fue grabado en una forma como si se tratase de un falso documental. 
La historia de la película consiste en un argentino que visita las Islas Malvinas con el objeto de llevar a cabo un plan para la recuperación de las islas, bajo control inglés, que consiste en embarazar a las mujeres inglesas para que tengan hijos argentinos que luego decidan reincorporar las islas a Argentina.
La película fue filmada en forma clandestina en las Islas Malvinas en 1999, primera ocasión desde la guerra de las Malvinas en que los argentinos pudieron viajar a las islas, por un equipo de siete personas que incluyó a los dos únicos actores de la película: Fabián Stratas y Camila Heaney. El resto de las personas que aparecen en la película son actores involuntarios de la misma que no sabían que estaban siendo filmados.

## El nombre de la película
Fuckland es una parodia del nombre que reciben las Islas Malvinas por parte de los británicos quienes las denominan Falklands. La sustitución de "falk" por la palabra inglesa "fuck" da origen a un término en inglés que puede traducirse como "Tierra Fornicadora".[cita requerida]

## Trama
Fabián Stratas, un mago y comediante de Buenos Aires, capital de Argentina ahorra dinero de sus actuaciones y viaja con una cámara oculta durante una semana a las Islas Malvinas con el objetivo de embarazar a las mujeres nativas de origen británico y lograr repoblar las islas con descendientes argentinos. La teoría del protagonista es que si solo 500 argentinos hacen lo mismo cada año, en menos de 20 años la mitad de la población de las islas será de ascendencia argentina.
El protagonista se comporta en todo momento de modo desenfadado, con mucha autoestima, gran oratoria y agilidad mental.
Durante los primeros dos días de estadía en las islas el protagonista se dedica a conocer la ciudad y sus habitantes y a buscar la mujer adecuada para llevar a cabo su plan.
En una misa decide con qué mujer va a llevar a cabo su plan y al día siguiente la sigue hasta un cibercafé donde entabla conversación con ella y la invita a salir.
Luego de las primeras citas el protagonista Fabián logra consumar su plan con Camila en su habitación de hotel. Al día siguiente vuelven a tener relaciones sexuales en una playa donde habían estado combatiendo las tropas argentinas y británicas durante la Guerra de Malvinas de 1982, esta escena es presentada como una venganza consumada contra los ingleses.
Al día siguiente la pareja se separa y el protagonista vuelve a Argentina continental con el disgusto de Camila. Luego se muestra imágenes de ella embarazada.
Al volver a Buenos Aires, Fabián descubre un video filmado por Camila en su cámara en el que ella lo acusa de egoísta, aburrido y mal amante sosteniendo que ella solo fingió con él.
La película finaliza con el protagonista tomando una ducha y cantando el Himno Nacional Argentino en la versión de Charly García.

## La película
El equipo de siete personas que viajó a la isla como turistas rodó más de 65 horas de video digital con cámaras no profesionales para evitar ser descubiertos.
Fue la primera película argentina filmada bajo los postulados del Dogma 95 y la octava en ser certificada como tal en todo el mundo. Algunas críticas se han levantado contra esta certificación ya que la película no cumple algunos de los postulados del dogma.
La actriz Camila Heaney, de nacionalidad británica, no conoció el argumento completo del film hasta finalizado el rodaje.